# اوغاز کهنه
اوغاز کهنه نام روستایی توریستی در استان خراسان شمالی است. این روستا از توابع شهرستان شیروان و یکی از خوش آب و هواترین روستاهای خراسان است.

## موقعیت
روستای اوغاز کهنه در فاصلهٔ ۴۵ کیلومتری شمال شرقی شیروان قرار دارد که از شمال به کوه‌های گنه و کلاته بالی و از جنوب به کوه کیسمار و روستای چپانلو و از شرق به کوه کل داغ و کوه زو و از غرب به اوغازتازه محدود می‌گردد.

## جمعیت
این روستا دارای ۱۸۶ خانوار و ۸۰۷ نفر جمعیت است که به زبان ترکی محلی و کردی کرمانجی تکلم می‌کنند و جزء دهستان سیوکانلو شیروان است.

## تاریخچه
روستای اوغاز کهنه یکی از قرای قدیمی شیروان است که قدمت آن به ۶۰۰ سال می‌رسد و بنای اولیه آن وسیلهٔ ازبکان بنیان‌گذاری شده‌است. عده‌ای از معمرین روستا معتقدند که ترک زبان‌ها مردم اولیهٔ روستا از سر ولایت نیشابور (سلطان میدان) و کرمانجها در زمان افشاریان برای مرزبانی و حفاظت از غارتگری و چپاول ازبکان و ترکمانان به ناحیه کوچانده شده‌اند. این طایفه که در اکثر مناطق شمالی خراسان ساکن شده‌اند همزبانانی در کردستان ایران، عراق و سوریه دارند که به کردشکاکی معروف هستند. کردها (کرمانج) از ایل سیفکانلوی کرمانج چمشگزک می‌باشند.

## آب و هوا
اوغاز کهنه از مناطق سرسبز و با صفای شیروان است که چشمه‌سارهای پرآب و سرد آن در تابستانها بر زیبایی آن می‌افزاید. اوغاز کهنه از مناظر طبیعی بسیاری بر خوردار است که می‌توان به آرموتلی سرسبز در دامنه شمالی کوه کیسمار و دو چشمه معروف چشمه بگان و چشمه فاطمه خانم و همچنین مراتع طبیعی آن اشاره نمود.

## شغل اهالی
مردم اوغاز کهنه بیشتر به کار کشاورزی و باغداری و گله‌داری اشتغال دارند.

## کوه‌پنجم‌های معروف

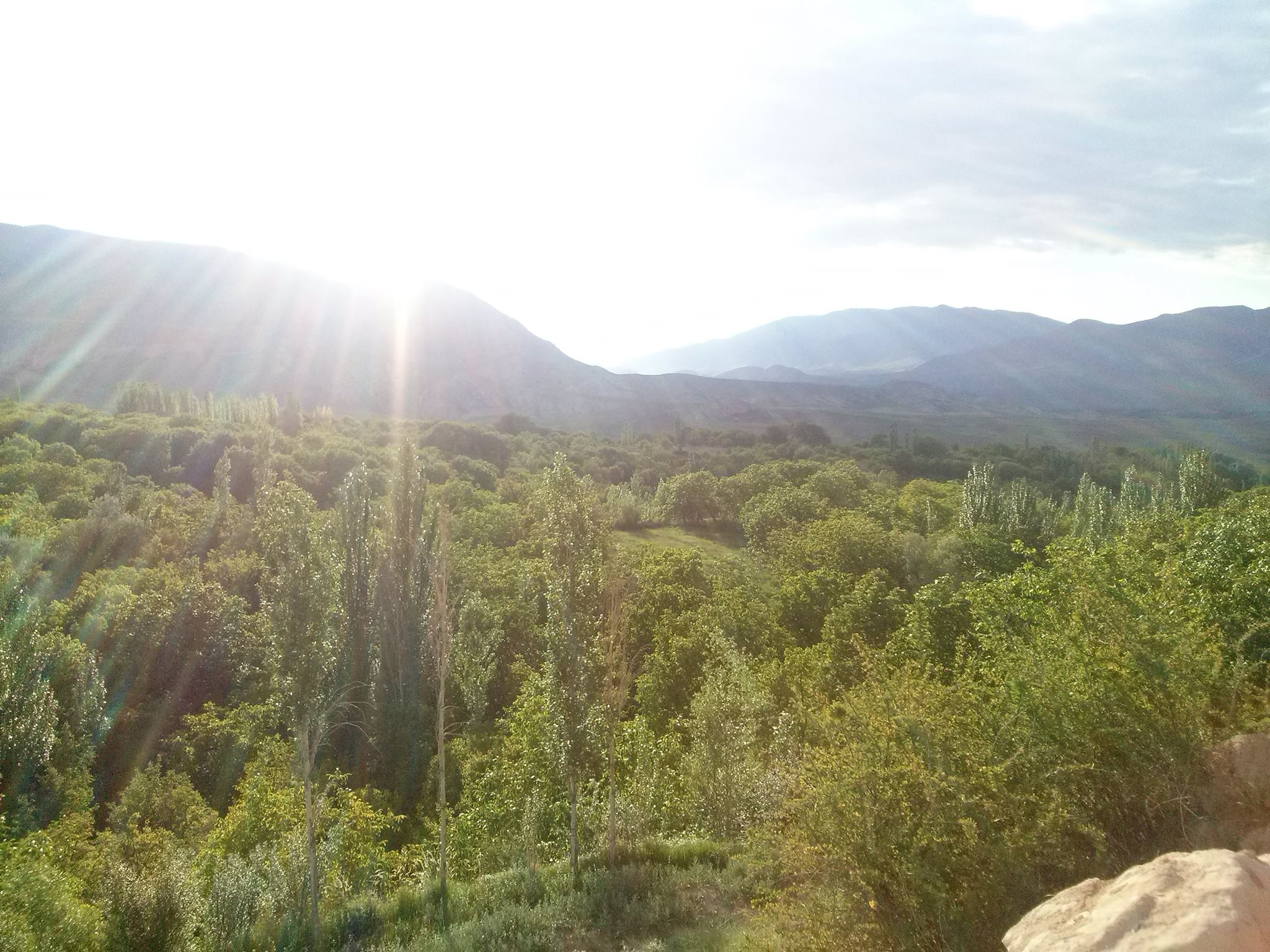
روستای اوغاز

کوه‌های معروف آن عبارت است از: کیسمار، یا کیومار و دره‌های حاصل از فرسایش آب‌های جاری آن معروف به سوله زو[۱] و قره‌زو[۲] می‌باشد. در قله کوه کیسمار محلی به نام قزلر قلعه وجود دارد که آثار خانه‌های مخروبه و حوض آب و تکه‌های ظروف سفالی و چینی و مسی در آن مشاهده می‌گردد که این قزلر قلعه‌ها معمولاً در قله کوه احداث می‌شد و دارای راهی صعب العبور بود و سابقاً قبل از حملات دشمن و درگیری‌ها، دختران و زنان جوان را به آنجا منتقل می‌کردند و چند نفر از بهترین و ورزیده‌ترین تیراندازان را نیز در اطراف قزل قلعه قراول می‌گذاشتند تا از هجوم در امان باشند، البته اجناس قیمتی مانند طلاجات و زیور آلات را نیز به آن جا منتقل می‌کردند. این محل در اوغاز کهنه به کنج صلصل نیز معروف است.

## سطح تحصیلات اهالی
مردم اوغاز کهنه از نظر تحصیلات و آگاهی اجتماعی در سطح بالایی قرار دارند و دلیل آن هم افتتاح اولین مدرسهٔ ذکور در سال ۱۳۰۸ شمسی در این روستاست که آن را می‌توان به حساب آگاهی مردم این دیار دانست.

## درختان قدیمی
در اوغاز کهنه درخت گردویی کهن‌سال وجود دارد که به «قانله قوز» معروف است و قدمت آن به بیش از ۵۰۰ سال می‌رسد و سه درخت کهنسال مرخ (سرو کوهی) نیز دارد.

## امامزاده
معصومزاده‌ای در روستا مورد احترام و اعتقاد مردم است که آش نذری آن یارمه یکی از آشهای محلی منطقه است که با گندم و گیاهان خوراکی خودرو کوهستانی درست می‌شود و با اضافه کردن دوغ تلمی خورده می‌شود، اکثر زنان برای شفای بیماران و رفع گرفتاریها به آنجا متوسل می‌شوند.

## افراد سرشناس
آراز محمد اوغازی یا ارس محمد اوغازی که در زمان ناصردین شاه از یگانه دلاوران و زورمندان منطقه بود پسر شاه محمد اوغازی و نوهٔ محبت خان اوغازی معروف به مییتخان است که از طرف پدری اوغازی و از طرف مادر ترکمن بوده‌است. آراز محمد پسر عموی عیوض خان جلالی جنگجوی کرمانج ایل جلالی است که در سال ۱۸۹۰ میلادی به مبارزه علیه روسیه برخاست. اوغاز کهنه در سابق خان‌نشین و مرکز ایل سیفکانلو بود.

## محصولات
محصولات عمدهٔ اوغاز کهنه بیشتر سر درختی مانند: سیب درختی، زدرآلو، گردو، چوب، گیاهان دارویی، دمنوش گیاهی و دارویی (کارخانه تولید دمنوش گیاهی و دارویی)، پشم، گوشت، مواد لبنی گوسفندی (روغن زرد، پنیر، ماست، کشک)، سیب زمینی و حبوبات و گندم و جو است و صنایع دستی آن قالی بافی، گلیم بافی، نمد بافی می‌باشد که از ظرافت خاصی برخوردار است. گله‌داری و دامداری در سال‌های اخیر از موقعیت بهتری برخوردار و شغل عمدهٔ مردم این روستاست.

## وجه تسمیه

### دیدگاه اول
در مورد وجه تسمهٔ اوغاز کهنه کلیم‌الله توحدی می‌نویسد: «اوغاز از اغور گرفته شده و اغور از طایفه‌ای از تراکمه بودند که درگیریهای زیادی در منطقه سیفکانلو داشته‌اند و هنگامی که مادرها می‌خواستند بچه‌ها را بترسانند می‌گفتند اغوز گلدی که به مرور به اوغاز تغییر شکل یافته‌است.»

### دیدگاه دوم
یکی از مطلعین روستا معتقد بود که مردم اصلی اوغاز از ترکیه به سرولایت نیشابور و از آنجا به اوغاز مهاجرت کرده‌اند و نام سابق روستای خود را که آب خاز (آب غاز) بوده بر این ناحیه نهاده و به مرور به اوغاز تبدیل گردیده‌است.

از آن جا که اوغاز تازه پس از زلزله‌ای که در سال ۱۳۰۸ هجری قمری در آن منطقه حادث شد به وجود آمد، محل اولیه اوغاز به اوغاز کهنه و روستای تازه تأسیس دیگر، اوغاز تازه نامیده شد.

## امکانات
این روستا دارای امکانات: راه شوسه سرویس منظم ایاب و ذهاب با مینی بوس و کامیون و سواری، دبستان، مسجد، مدرسهٔ راهنمایی تحصیلی، آنتن موبایل همراه اول، مرکز خدمات درمانی، خانه بهداشت، پست، لوله‌کشی آب، برق، تلفن، شورای ده، دهیاری، کارخانه تولید دمنوش گیاهی و دارویی (در شرف تأسیس) می‌باشد.